# Gare de Beaune-la-Rolande
Ne doit pas être confondu avec Gare de Beaune.
La gare de Beaune-la-Rolande est une gare ferroviaire française située sur le territoire de la commune de Beaune-la-Rolande dans le département du Loiret en région Centre-Val de Loire.

## Situation ferroviaire
Établie à 109 mètres d'altitude, la gare de Beaune-la-Rolande est située au point kilométrique (PK) 114,668 de la ligne d'Étampes à Beaune-la-Rolande, après la gare de Boynes, sur un tronçon non exploité et neutralisé depuis Pithiviers,. Gare de bifurcation, elle se trouve également au PK 5,884 de la ligne d'Auxy - Juranville à Bourges, entre les gares de Beaune-la-Rolande-Parville et de Saint-Loup-des-Vignes - Boiscommun, la ligne passant à quelques centaines de mètres, mais deux raccordement permettaient de rebrousser dans cette gare depuis cette ligne. Ces raccordements et cette ligne sont vendues sur cette zone.

## Histoire
Durant la Seconde Guerre mondiale, de mai 1941 à août 1943, des milliers d'enfants, de femmes et d'hommes juifs passèrent par la gare de Beaune-la-Rolande avant d'être interné dans le camp de transit situé sur la commune. Une plaque commémorative a été également apposée sur la façade de l’ancienne gare de Beaune, rappelant les sinistres convois de déportation. 

## Service
Située sur une ligne fermée au trafic ferroviaire de voyageurs, la gare est aujourd'hui fermée à tout trafic.

Vue générale de la gare en direction de la ligne d'Auxy - Juranville à Bourges.
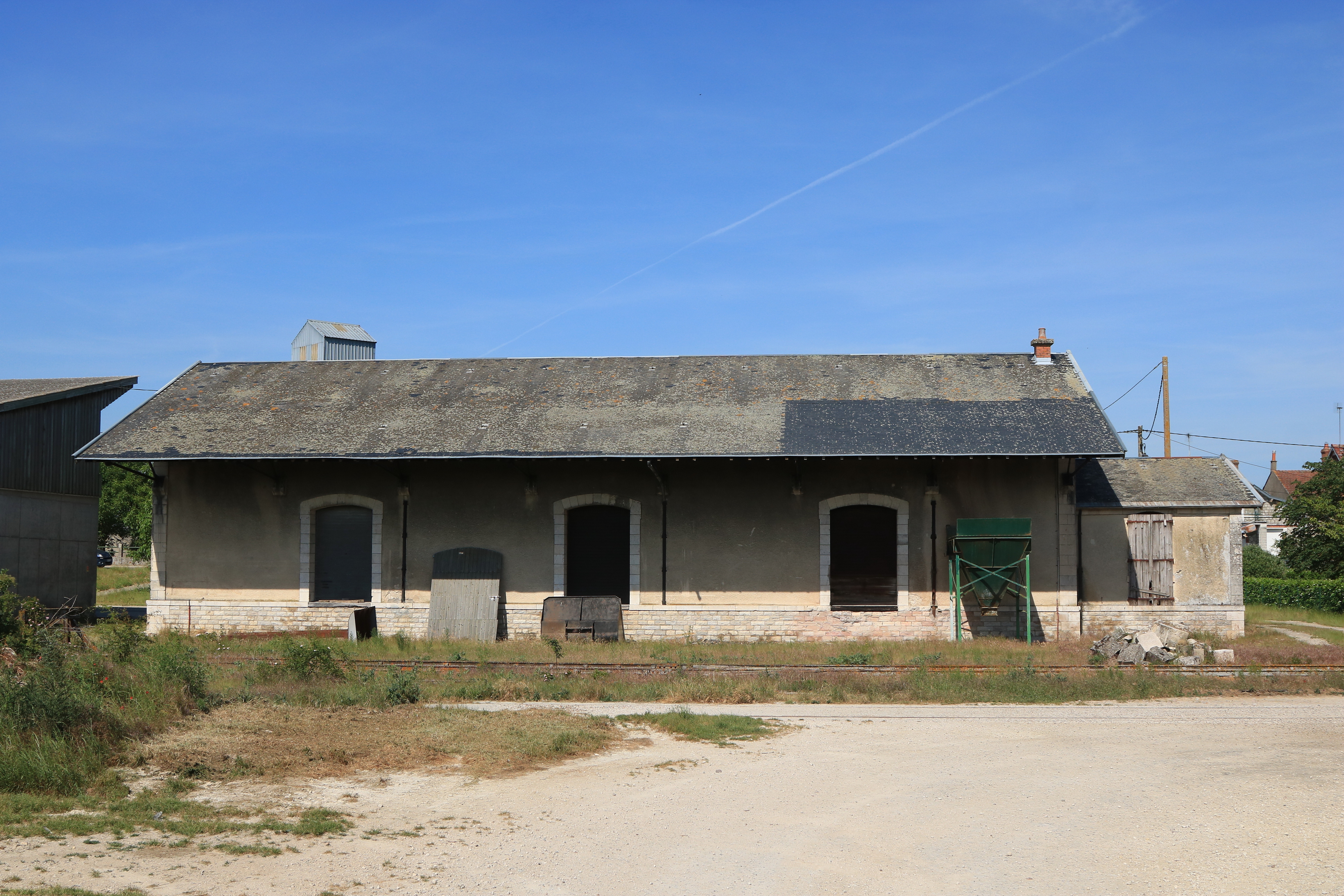
Halle marchandise.